# Montemarcello
Montemarcello (Montemarzèi in dialetto locale) è una frazione del comune ligure di Ameglia, nella val di Magra in provincia della Spezia, distante dal capoluogo comunale circa cinque chilometri.
Il suo territorio fa parte del parco naturale regionale di Montemarcello-Magra istituito nel 1985.
Il paese dal 19 aprile 2006 fa parte del circuito dei borghi più belli d'Italia.

## Geografia fisica
Il borgo è situato all'altitudine di 266 metri sul livello del mare presso la vetta del promontorio del monte Caprione e offre una vista panoramica sul golfo della Spezia, sull'intera val di Magra e le Alpi Apuane.
Nel territorio del borgo, all'interno dell'omonimo parco naturale regionale, è un orto botanico dedicato alla flora locale, situato sulla vetta del Monte Murlo.

## Storia
Il promontorio di Monte Caprione era già frequentato in epoca preistorica da popolazioni protoliguri come è testimoniato dai suoi menhir e i cavanei, costruzioni in pietra con volta a tholos.
Importante centro del potere vescovile di Luni nella Pieve di Ameglia, il borgo di Montemarcello è citato per la prima volta nel 1286 - Mons Marcelli - in un documento di Enrico, vescovo di Luni, nel quale viene decisa l'edificazione di opere di difesa lungo il promontorio. 
Castruccio Castracani, Signore di Lucca e dal 1320 Signore del feudo di Ameglia, nel 1327 istituisce la locale Podesteria di Ameglia aggregando il borgo di Montemarcello alla provincia di Luni. 

Un successivo documento attesta, nel 1328, la presenza di cittadini di Montemarcello nel primo parlamento svoltosi all'aperto presso il paese di Zanego.
Nel 1485 diventa possedimento della Repubblica di Genova. Con la costruzione della locale chiesa il paese comincia ad espandersi e ad assumere l'odierna struttura di borgo fortificato da mura concesse direttamente dal Senato genovese.
Nel 1487, nella lotta tra Genova e Firenze, Montemarcello è assediata dall'esercito fiorentino che l'incendia e la devasta.
Nel 1817 una violenta alluvione causa lo straripamento del fiume Magra che decima gli abitanti.  Gli straripamenti alternandosi ai sempre più frequenti fenomeni di siccità hanno portato alla frequente compromissione dei raccolti nella piana.
Durante la seconda guerra mondiale, il 13 dicembre 1944 un bombardamento aereo aveva causato numerose vittime e ingenti danni; lo spazio delle case crollate, non più ricostruite, è oggi la piazza centrale del borgo.

## Monumenti
- Torre di avvistamento (XII secolo).
- Antico portale nelle mura del XV secolo. Sopra l'arco, a tutto sesto in mattoni, è inserito un bassorilievo marmoreo che rappresenta la Vergine con il Bambino che porge un rosario ad un devoto inginocchiato.
- Chiesa parrocchiale di S.Pietro Apostolo, edificata secondo alcune fonti nel 1474[senza fonte] e ampliata al suo stato attuale, con il campanile, tra il 1643 e il 1683.
- Batteria Domenico Chiodo (XIX secolo), istallazione difensiva che faceva parte del Sistema fortificato del Golfo della Spezia.

## Economia
Il paese, con le sue caratteristiche strette vie ben conservate, è divenuto soprattutto una quieta località residenziale frequentata da intellettuali, scrittori e turismo culturale.

## Nella cultura letteraria
Il romanzo Il desiderio imperfetto (2025), dello scrittore Sebastiano Martini, è ambientato interamente nel borgo di Montemarcello, descritto come un luogo sospeso tra Liguria e Toscana affacciato sul mare e che fa da cornice alla storia di amicizia e aspirazioni dei protagonisti.

## Galleria d'immagini

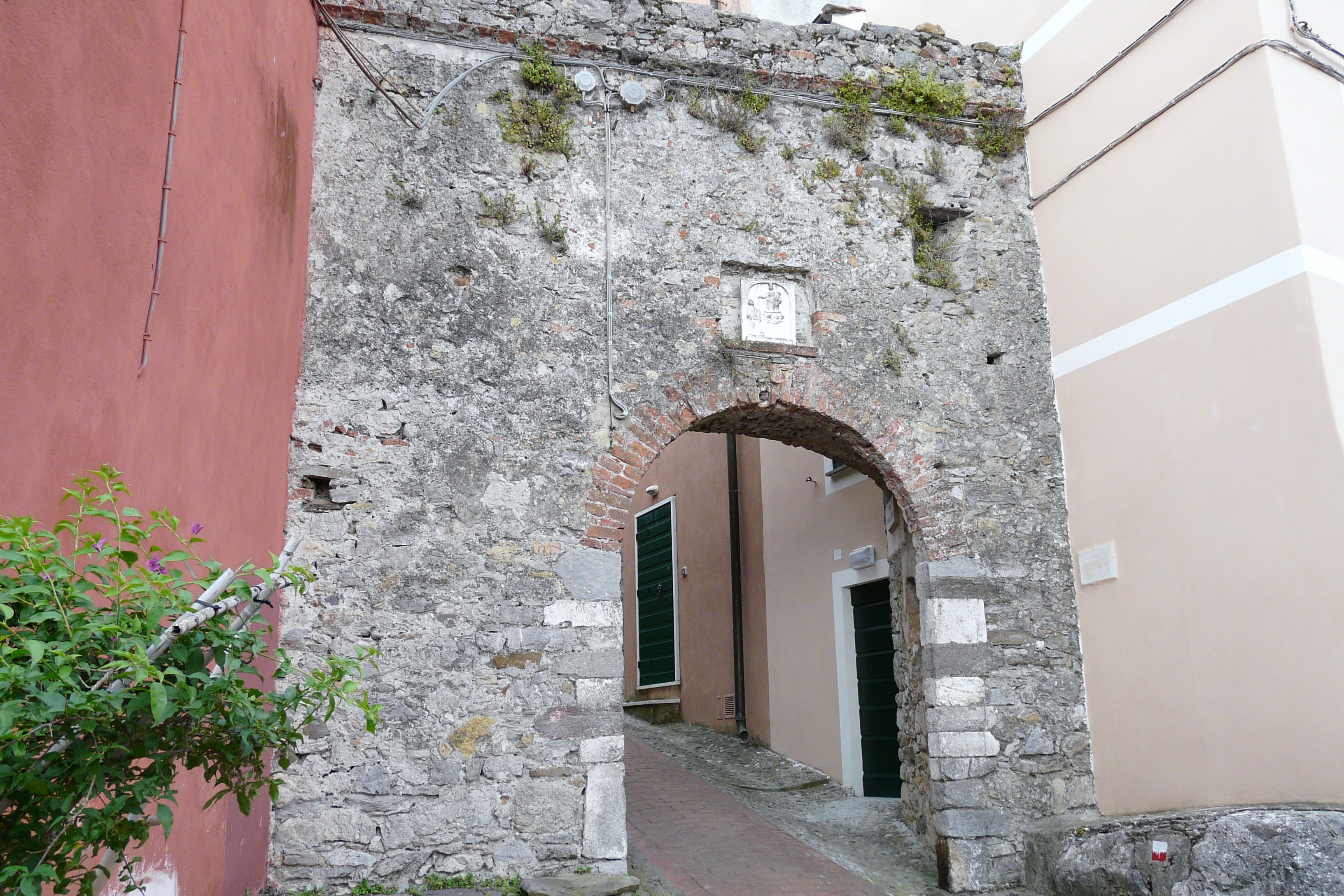
L'antica porta d'ingresso XV secolo
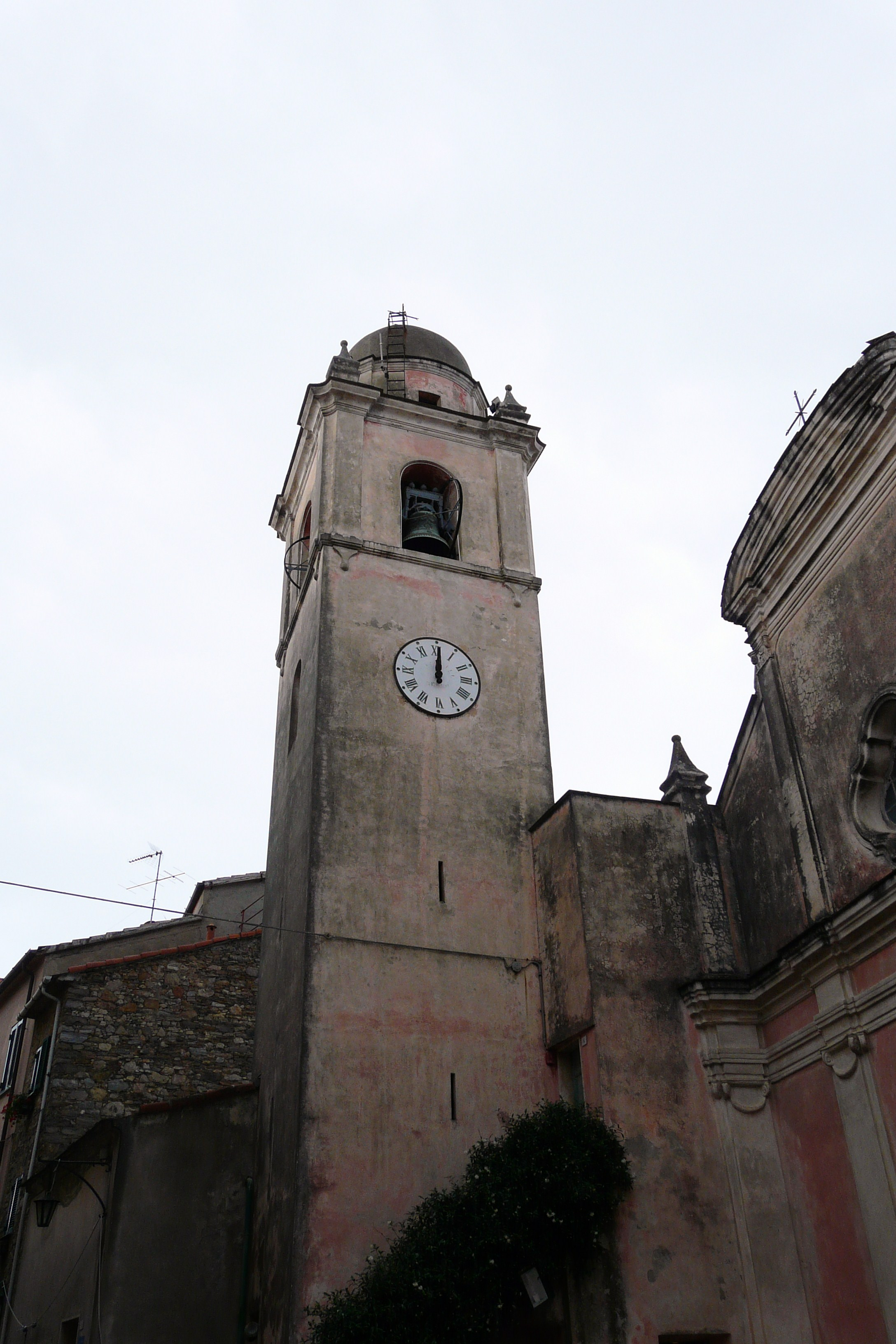
Chiesa di San Pietro Campanile
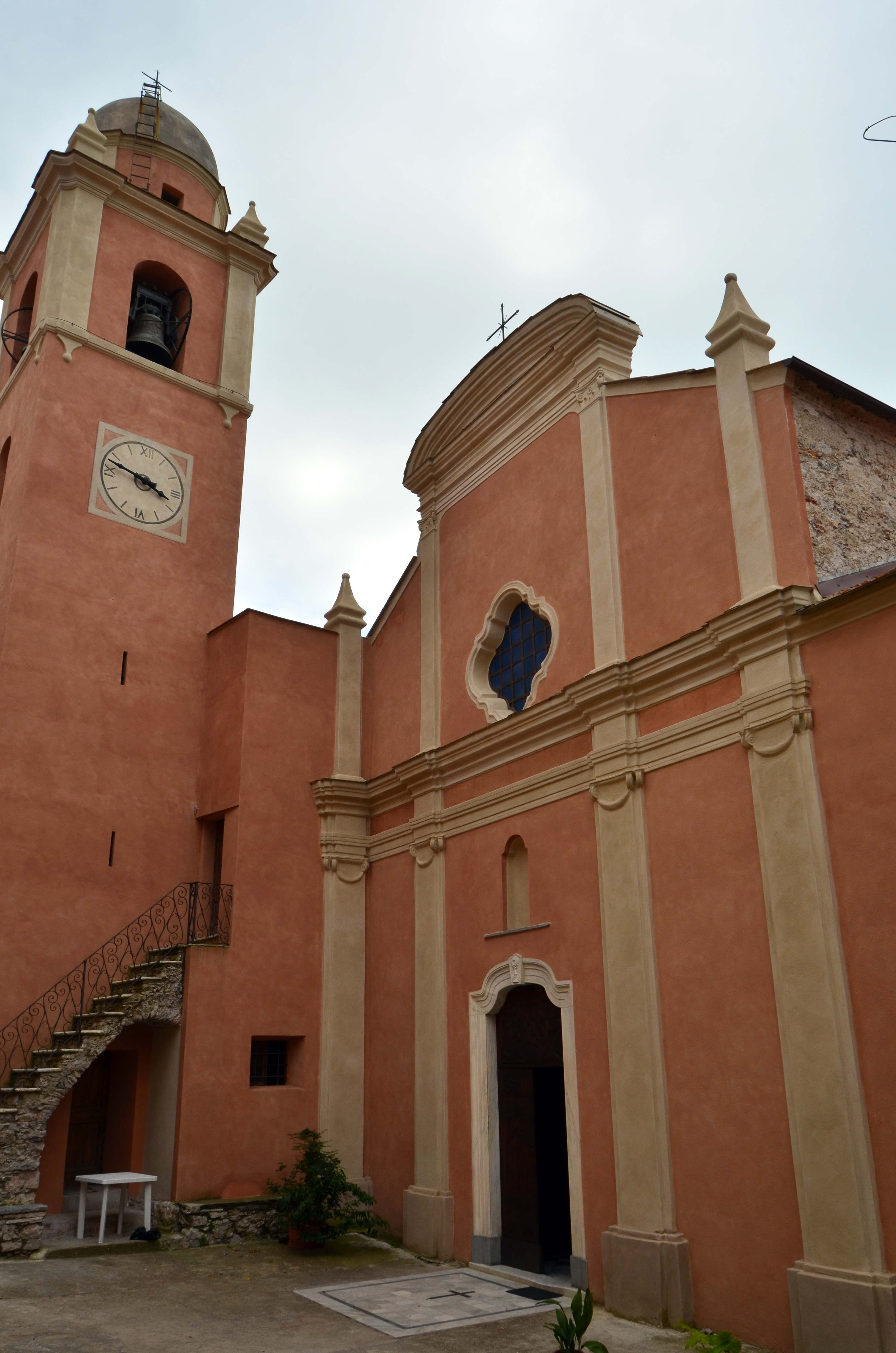
Chiesa di San Pietro XV secolo
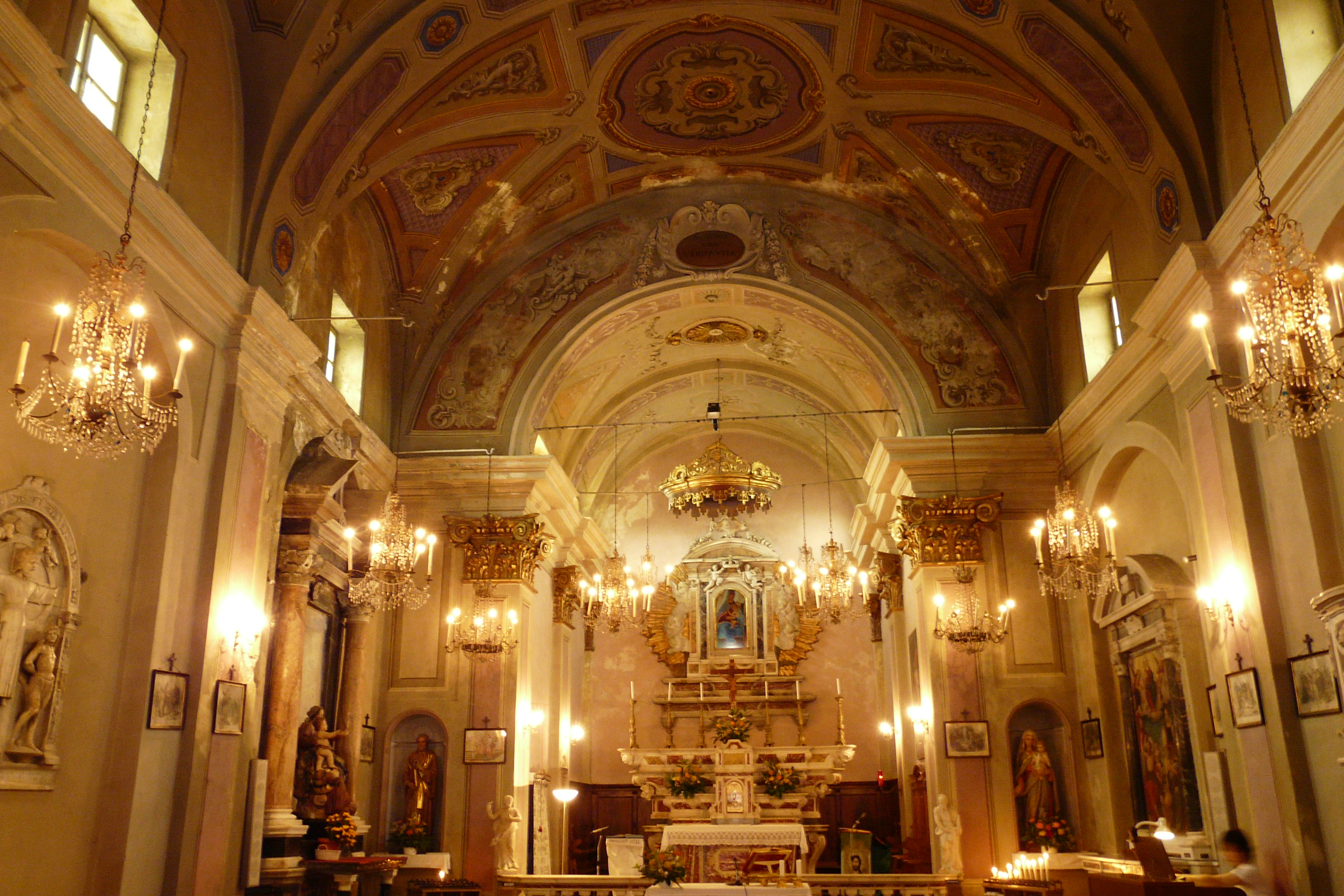
Chiesa di San Pietro Interno
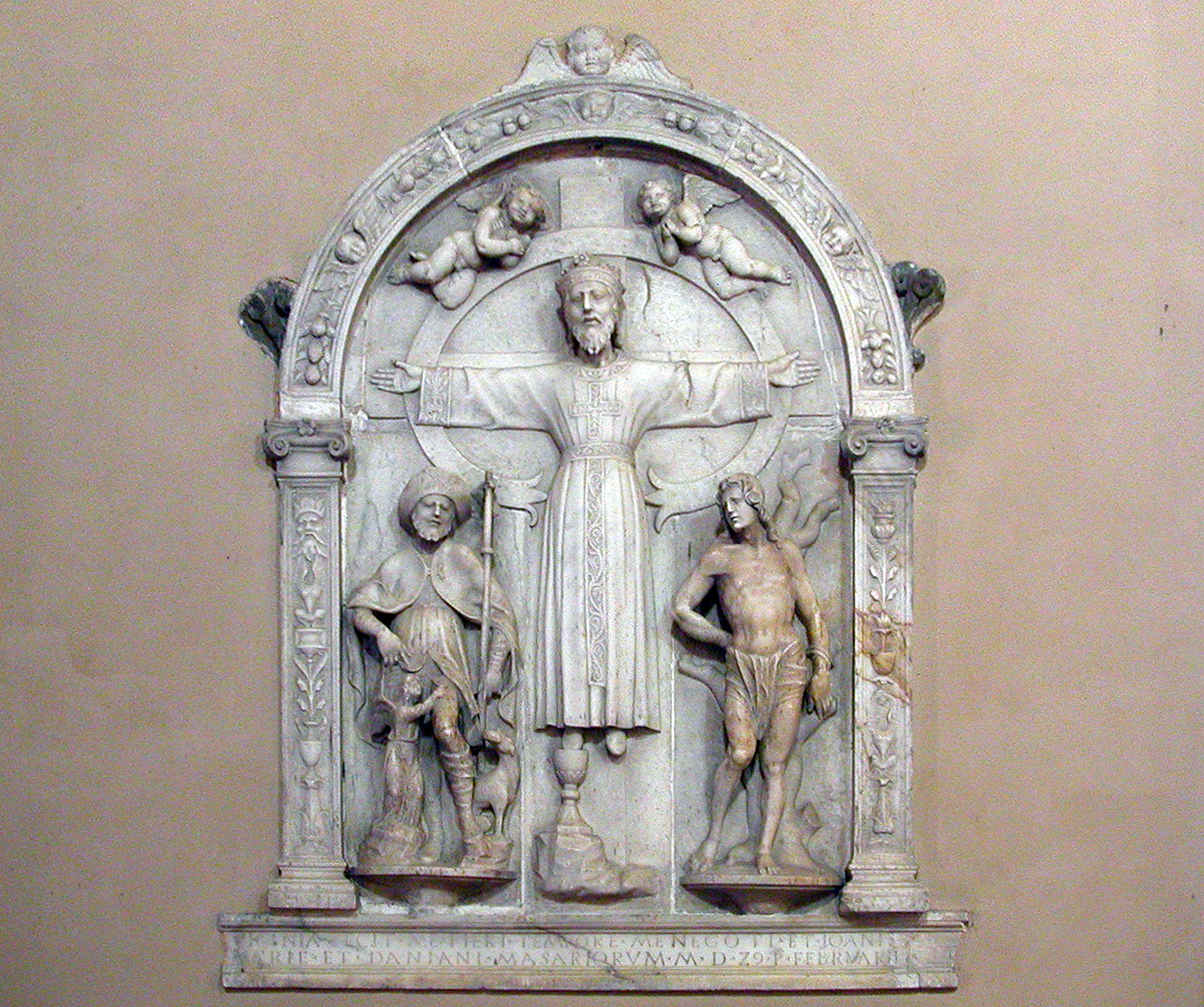
Chiesa di S.Pietro Domenico Gar Ancona marmorea del Volto Santo tra i santi Rocco e Sebastiano, 1529